# Seelenluft
Seelenluft, pseudonimo di Beat Solér (Zurigo, 8 luglio 1971), è un musicista svizzero di musica elettronica.
Dopo l'esordio Bellatrax del 1997 per la Hypnotic ha firmato per la Klein Records con cui ha pubblicato i successivi tre album, un EP e vari singoli tra cui Manila, brano in cui canta Michael Smith, un dodicenne di Compton ripubblicato negli Stati Uniti dalla Back Yard Recordings e inserito in una sessantina di compilation.
Nel 2008 ha pubblicato Birds and Plants and Rocks and Things per la International DeeJay Gigolo Records

## Discografia

### Album
- Bellatrax (1997), Hypnotic
- The Rise and Fall of Silvercity Bob (2000), Klein Records
- Out of the Woods (2002), Klein Records
- Way We Go (2004), Klein Records
- Birds and Plants and Rocks and Things (2008), International DeeJay Gigolo Records

### EP
- Synchronswimmer (2001), Klein Records

### Singoli
- Manila (2002), Klein Records / Back Yard Recordings
- L.A. Woman (2003), Klein Records
- I Can See Clearly Now (2004), Klein Records
- You Came Along (2004), Klein Records
- Horse with no Name (2007), International DeeJay Gigolo Records

### Remix
- Shirley Bassey Moonraker (1998), Hypnotic Records
- Tipsy Something Tropical (2002), Asphodel
- Sinner DC Piano J (2002), Polaris Records
- Mauracher Noonee (2003), Fabrique Records
- I N Fused Paranoid (2003), Art Brut
- Ethan In My Heart (2005), Back Yard Recordings
- Moonbootica June (2005), Moonbootique Recordings
- Tim & Puma Mimi Namida (2006), Alpinechic
- Almamy Like You Do (2008), ModyWorks
- Electric Blanket My Eyes My Heart (2008), Wankdorf Recordings